# ابر شب‌تاب

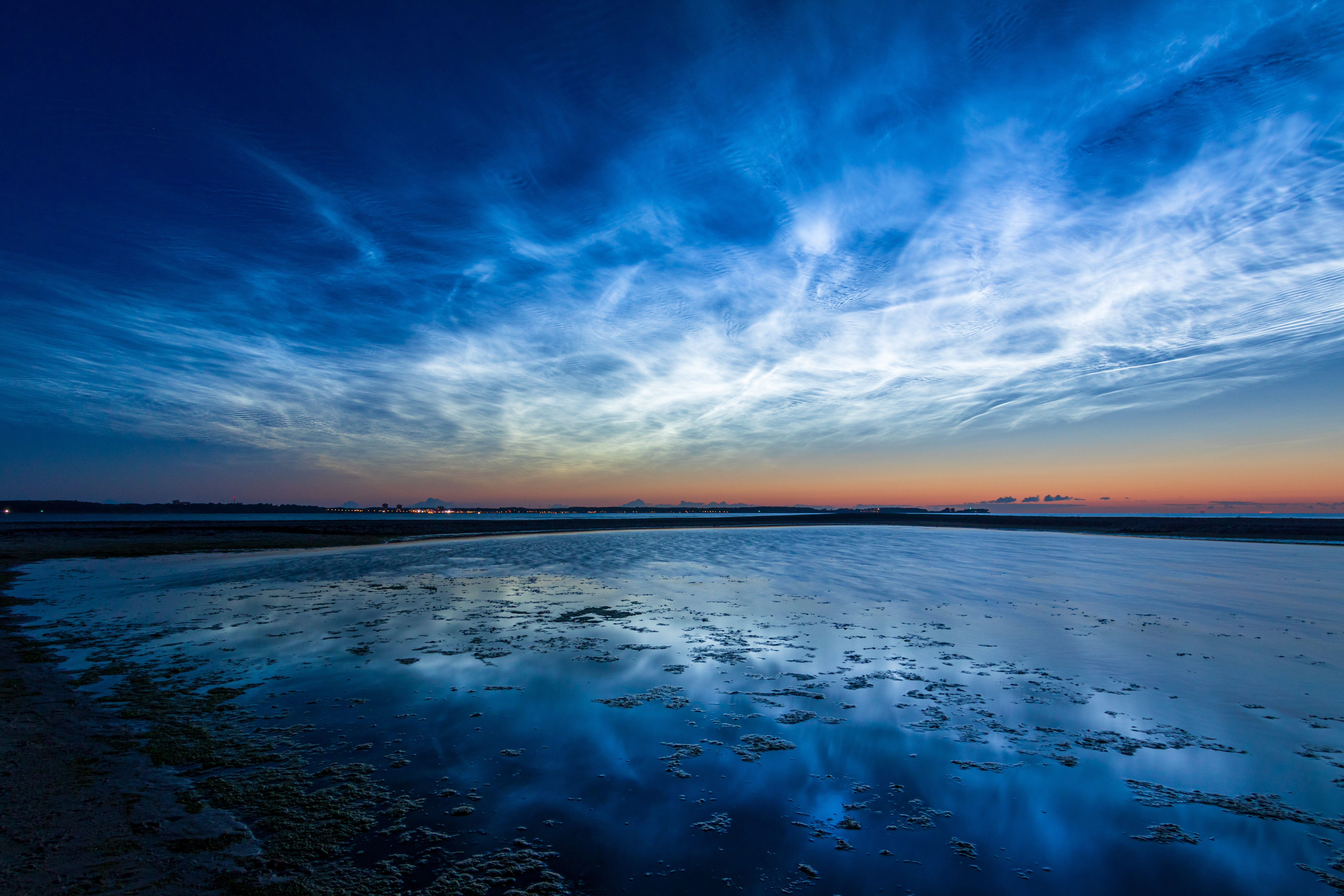
ابرهای شب‌تاب بر فراز دریای بالتیک، نما از شهر ساحلی بالوئه در آلمان

ابرهای شب‌تاب یا شب (به انگلیسی: Noctilucent cloud) پدیده‌ای نازک و ابر مانند، و به اصطلاح لبه‌های پاره‌پاره‌ای از ابرهای بسیار روشن‌تر و فراگیر قطبی به نام ابرهای مزوسفری قطبی در هواکره (جوّ) بالایی هستند که در سپیده دم دیده می‌شوند است و ساختار آنها بلور آب یخ زده است.